# Yacuanquer
Yacuanquer é um município da Colômbia, localizado no departamento de Nariño.